# Elizabeth Hosking
Elizabeth Hosking (* 22. Juli 2001 in Longueuil) ist eine kanadische Snowboarderin. Sie startet in der Disziplin Halfpipe.

## Werdegang
Hosking begann im Alter von acht Jahren mit dem Snowboarden und nimmt seit 2012 an Wettbewerben der  World Snowboard Tour und der FIS teil. Dabei wurde sie im März 2016 kanadische Meisterin sowie Juniorenmeisterin im Slopestyle. Im folgenden Jahr errang sie bei den Weltmeisterschaften in Sierra Nevada und bei den Juniorenweltmeisterschaften in Laax jeweils den 14. Platz in der Halfpipe. Ihr Debüt im Snowboard-Weltcup gab sie zu Beginn der Saison 2017/18 in Cardrona, welches sie auf dem 28. Platz beendete. Bei ihrer ersten Teilnahme an Olympischen Winterspielen im Februar 2018 in Pyeongchang errang sie den 19. Platz. In der Saison 2018/19 gewann sie bei den Juniorenweltmeisterschaften in Cardrona die Bronzemedaille und wurde bei den Snowboard-Weltmeisterschaften 2019 in Park City Achte. Zwei Jahre später errang sie bei den Weltmeisterschaften in Aspen den siebten Platz und erreichte dort beim Weltcup mit Platz fünf den neunten Platz im Halfpipe-Weltcup. Diese Gesamtplatzierung wiederholte sie in der Saison 2021/22 mit Platz fünf im Copper Mountain und Rang vier im Mammoth. Zudem wurde sie bei den Winter-X-Games 2022 in Aspen Siebte und bei den Olympischen Winterspielen 2022 in Peking Sechste. Nachdem sie zu Beginn der Saison 2022/23 mit Rang zwei in Copper Mountain ihre erste Podestplatzierung im Weltcup errang, belegte sie bei den Winter-X-Games 2023 erneut den siebten Platz und kam in Calgary mir Rang zwei im Weltcup erneut aufs Podest.

## Teilnahmen an Weltmeisterschaften und Olympischen Winterspielen

### Olympische Winterspiele
- 2018 Pyeongchang: 19. Platz Halfpipe
- 2022 Peking: 6. Platz Halfpipe

### Snowboard-Weltmeisterschaften
- 2017 Sierra Nevada: 14. Platz Halfpipe
- 2019 Park City: 8. Platz Halfpipe
- 2021 Aspen: 7. Platz Halfpipe

## Weltcup-Gesamtplatzierungen
| Saison  | Park & Pipe | Park & Pipe | Halfpipe | Halfpipe |
| Saison  | Punkte      | Platz       | Punkte   | Platz    |
| ------- | ----------- | ----------- | -------- | -------- |
| 2017/18 | 195         | 91.         | 195      | 38.      |
| 2018/19 | 690         | 37.         | 690      | 15.      |
| 2019/20 | 540         | 48.         | 540      | 15.      |
| 2020/21 | 53          | 31.         | 53       | 9.       |
| 2021/22 | 95          | 28.         | 95       | 9.       |
| 2022/23 | 237         | 7.          | 237      | 2.       |
| 2024/25 | 132         | 26.         | 129      | 10.      |